# Lisa Rands
Lisa Rands   (Califòrnia, 21 d'octubre de 1975) és una escaladora estatunidenca. És coneguda perquè l'any 2002 es va convertir en la primera estatunidenca a guanyar la competició d'escalada de blocs de la Copa del Món de la Federació Internacional d'Escalada Esportiva. Rands va ser la primera estatunidenca a escalar blocs de grau V11 (8A) i V12 (8A+), i va ser la segona dona de la història a escalar un 7C+/8A. A més de fer les primeres ascensions femenines (FFA) de blocs com The Mandala V12 (8A+), va ser la primera dona de la història que va fer una via d'escalada tradicional de grau E8, The End of the Affair (E8 6c).